# Queen's Police Medal (Verenigd Koninkrijk)
De Politiemedaille van de Koningin (Engels: "Queen's Police Medal") is een Britse onderscheiding.
De medaille is de op 19 juni 1954 door Elizabeth II van het Verenigd Koninkrijk ingestelde opvolger van de oudere Medaille van de Koning voor de Politie en de Brandweer, de "King's Police and Fire Services Medal" die niet voldeed.
De Britse regering wenste voor de twee korpsen verschillende medailles. In 1954 werd daarom ook een Brandweermedaille van de Koningin, de "Queen's Fire Service Medal" ingesteld.
De Politiemedaille wordt voor dapperheid of voor belangrijke verdiensten uitgereikt. In de eerste vorm heet het de "Queen's Police Medal for Gallantry" en in de tweede vorm de "Queen's Police Medal for Distinguished Service". De medaille werd in 1977 voor het laatste met de inscriptie "For Courage" en aan het voorgeschreven lint met de smalle rode strepen toegekend. In de meeste gevallen wordt aan dappere politieagenten een George Kruis (Engels: "George Cross"), een George Medaille (Engels: "George Medal") of een Medaille van Koningin voor Dapperheid, (Engels: "Queen's Gallantry Medal") gekozen. De in 1954 ingestelde medaille werd ter beschikking van alle landen in het Gemenebest gesteld en in de staten waarvan Elizabeth II Koningin was werd de medaille ook wel toegekend. Nu het verband van het Gemenebest langzaam losser wordt en veel van deze landen republieken zijn geworden werden daar eigen politiemedailles ingesteld. Het Koninkrijk Australië heeft de Politiemedaille van de Koningin in 1986 vervangen door de Australian Police Medal.
De ronde zilveren medaille wordt aan een lint op de linkerborst gedragen. Op de voorzijde is Elizabeth II afgebeeld. Op de keerzijde staat een figuur met zwaard en schild met het rondschrift "For Distinguished Police Service" of "For Gallantry"
Het lint is wanneer de medaille voor moed werd uitgereikt zilver-blauw-zilver-blauw-zilver met dunne rode strepen op de drie zilveren banen. Voor verdienste is het lint ook zilver-blauw-zilver-blauw-zilver, maar zonder dunne rode strepen.